# Didimacar
Didimacar is een geslacht van tweekleppigen uit de  familie van de Noetiidae.

## Soorten
- Didimacar nigra (Lamy, 1907)
- Didimacar tenebrica (Reeve, 1844)